# Багдадский район
Багдадский район (тума́н; узб. Bagʻdod tumani / Бағдод тумани) — район в Ферганской области Узбекистана. Административный центр — городской посёлок Багдад.

## История
Багдадский район был образован в 1926 году. В 1938 году вошёл в состав Ферганской области. 13 февраля 1943 года 7 сельсоветов Багдадского района были переданы в новый Бувайдинский район.14 декабря 1959 года к Багдадскому району была присоединена часть территории упразднённого Бувайдинского района. Одновременно центр района был перенесён из посёлка станции Серово в кишлак Янги-Курган. В 1963 году упразднён, а в 1964 году восстановлен.

## Административно-территориальное деление
По состоянию на 1 января 2011 года, в состав района входят:
45 городских посёлков:
1. Багдад,
2. Амирабад,
3. Багдад-2,
4. Бегвачча,
5. Богишамол,
6. Болгали,
7. Бордон,
8. Бустон,
9. Говхона,
10. Дурманча,
11. Иргали,
12. Каракул,
13. Каравултепа,
14. Каракчитал,
15. Каримбаба,
16. Кахат,
17. Кирк Волида,
18. Китай-1,
19. Китай-2,
20. Китай Чек,
21. Когали,
22. Конизар,
23. Куйка,
24. Куштегирмон,
25. Маткулабад,
26. Мирзаабад,
27. Миришкор,
28. Мозортол,
29. Окчангал,
30. Отхона,
31. Самандарак,
32. Самарканд,
33. Сарай Чек,
34. Тонготар,
35. Тувадак,
36. Ультарма,
37. Ходжакишлак,
38. Чекмирзаабад,
39. Чигит,
40. Чулюнус,
41. Чуринди,
42. Ширинсув,
43. Шуркишлак,
44. Янгиабад,
45. Янгикишлак.

10 сельских сходов граждан:
1. Амирабад,
2. Дорманча,
3. Зафарабад,
4. Каракчитал,
5. Маткулабад,
6. Пахтаабад,
7. Самарканд,
8. Тинчлик,
9. Ультарма,
10. Чуваланчи.